# Assar Rönnlund
Bernt Assar Rönnlund, född 3 september 1935 i Umeå stadsförsamling, död 5 januari 2011, var en svensk längdskidåkare och bisittare/expertkommentator i Sveriges Radio. Han var gift med Inga-Britt Rönnlund och Toini Gustafsson Rönnlund.

## Biografi
Assar Rönnlund föddes i Umeå stadsförsamling, men var bördig från Sävar. Fadern Emil Rönnlund var arbetare och modern hette Hanna Karlsson.
Assar Rönnlund deltog i SM i Umeå 1961 och vann samma år 50 kilometer i Lahtis. Han slog igenom året därefter då han vann SM på 15 kilometer och 50 km, VM på 15 kilometer och i stafett, samt vann Holmenkollen på 50 kilometer. Samma år tilldelades han Svenska Dagbladets guldmedalj. Rönnlunds karriär fortsatte därefter med flera guld i SM, VM och OS där han i synnerhet var framstående på sträckorna 15, 30 och 50 kilometer. Hans och lagets seger i stafetten vid OS i Innsbruck 1964 är särskilt historisk. 1967 vann han Vasaloppet. När han lade skidorna på hyllan hade han blivit SM-mästare tretton gånger. Han blev svensk mästare på 15 kilometer 1962, 1965 och 1967, på 30 kilometer 1959, 1963 (Ragnar Persson), 1964, 1965 och 1967 och på 50 kilometer 1962, 1963, 1966, 1967 och 1969. Han ingick 1962 även i IFK Umeå:s svenska mästarlag i stafett.
Den 16 april 1958 fick han sitt första barn Michael Rönnlund tillsammans med sin första hustru Inga-Britt Rönnlund. Assar och Inga-Britt fick ytterligare två söner, Tommy och Lars Rönnlund. Den 12 januari 1969 fick han sitt fjärde barn med sin fru Toini Gustafsson Rönnlund. Det var hans första dotter Maria Rönnlund Lindgren och ett år senare den 30 januari 1970 fick han ett femte barn, Per Rönnlund. Vid sidan av och efter sin skidkarriär jobbade han som försäljare åt företaget IDO. Efter skidkarriären var han även verksam som expertkommentator på Radiosporten med Åke Strömmer.
Den 5 januari 2011 avled Rönnlund på Norrlands universitetssjukhus efter en längre tids sjukdom, och begravningen ägde rum i Umeå stads kyrka, där tre av barnbarnen – Sanna Rönnlund, Elina Rönnlund och Emma Lindgren – sjöng och spelade piano.
Toini och Assars barnbarn Elina Rönnlund vann ett JVM-guld i stafett i Rumänien 2016. Laget bestod av Emma Ribom, Elina Rönnlund, Ebba Andersson och Jenny Solin.

## Meriter
- OS 1960 i Squaw Valley, USA
  - 50 kilometer - 12:a
- VM 1962 i Zakopane, Polen
  - 15 kilometer - Guld
  - 30 kilometer - 6:a
  - 50 kilometer - Silver
  - Stafett 4 x 10 kilometer - Guld
- OS 1964 i Innsbruck, Österrike
  - 15 kilometer - 13:e
  - 30 kilometer - 7:a
  - 50 kilometer - Silver
  - Stafett 4 x 10 kilometer - Guld
- OS 1968 i Grenoble, Frankrike
  - 15 kilometer - 11:a
  - 50 kilometer - 10:a
  - Stafett 4 x 10 kilometer - Silver
- Svenska mästerskap:
  - 15 kilometer - 1962, 1965, 1967
  - 30 kilometer - 1959, 1963, 1964, 1965, 1967
  - 50 kilometer - 1962, 1963, 1966, 1967, 1969
  - Stafett 3 x 10 kilometer - 1962
- Vasaloppet - 1967
- Holmenkollen:
  - 50 kilometer - 1962, 1968
- Svenska Dagbladets guldmedalj - 1962

### Fotnoter
1. ↑  Fjällström, Allan (5 januari 2011). ”Assar Rönnlund har avlidit”. Västerbotten-Kuriren. Arkiverad från originalet den 24 juli 2011. https://web.archive.org/web/20110724014408/http://www.vk.se/Article.jsp?article=408585. Läst 5 januari 2011.
2. ↑  Assar Rönnlund i Projekt Runeberg
3. ↑  Assar Rönnlund i Vem är det 1969
4. ↑  ”Vasaloppet”. Vasaloppet. Arkiverad från originalet den 3 december 2013. https://web.archive.org/web/20131203033229/http://www.vasaloppet.se/wps/wcm/connect/989fe080449c33e79e4cff27c64f5ec4/segrare_Vasaloppet_sv3bcd.pdf?MOD=AJPERES. Läst 30 november 2013.
5. ↑  http://www.ne.se/assar-r%C3%B6nnlund
6. ↑  . Rönnlund vann Vasaloppet 1967 och det västerbottninska långloppet 7-mila de fem första åren (19641968).”Längd herrar”. Svenska Skidförbundet. Arkiverad från originalet den 9 mars 2015. https://web.archive.org/web/20150309083750/http://www.skidor.com/Foljoss/Historikochstatistik/Svenskamastare/Langdherrar/. Läst 30 november 2013.